# Zelalem Bacha
Zelalem Bacha (sinh ngày 10 tháng 1 năm 1988) là một vận động viên điền kinh người Bahrain.
Năm 2019, anh đã thi đấu trong nội dung chạy dài nam tại Giải vô địch Thế giới Vượt rào Quốc tế 2019 được tổ chức tại Aarhus, Đan Mạch. Anh kết thúc cuộc đua ở vị trí thứ 90.